# Sikosaari (ö i Södra Savolax, Nyslott, lat 62,12, long 28,34)
Sikosaari är en ö i Finland. Den ligger i sjön Haukivesi och i kommunen Rantasalmi i den ekonomiska regionen  Nyslotts ekonomiska region  och landskapet Södra Savolax, i den sydöstra delen av landet, 280 km nordost om huvudstaden Helsingfors. Öns area är 2,2 hektar och dess största längd är 280 meter i sydöst-nordvästlig riktning.